# Arapgir
Arapgir (armenisch Արաբկիր, kurdisch Daskûzan, auch als Erebgir oder Arapkir bekannt) ist eine Stadtgemeinde (Belediye) im gleichnamigen İlçe (Landkreis) der türkischen Provinz Malatya in Ostanatolien und gleichzeitig eine Gemeinde der 2012 geschaffenen Büyüksehir belediyesi Malatya (Großstadtgemeinde/Metropolprovinz). Seit der Gebietsreform 2013 ist die Gemeinde flächen- und einwohnermäßig identisch mit dem Landkreis.
Arapgir liegt im Nordosten der Büyüksehir in der Nähe des Euphrats und grenzt extern an die Provinzen Sivas, Erzincan und Elazığ. Zwischen 1985 und 2007 sank die Bevölkerungszahl von 21.017 auf 11.470. Das heutige Arapgir wurde Mitte des 19. Jahrhunderts gegründet. Die historische Stadt Arapgir liegt etwa 3 km weiter südwestlich und wird heute Eskişehir (Altstadt) genannt.
Der Name Arapgir, der auf Armenisch ausgesprochen übersetzt „arabische Schrift“ bedeuten würde, ist wahrscheinlich eine Abwandlung des armenischen Arapgerd – „arabische Festung.“

## Verwaltung
(Bis) Ende 2012 bestand der Landkreis aus der Kreisstadt sowie 42 Dörfern (Köy) in zwei Bucaks, die während der Verwaltungsreform 2013 in Mahalle (Stadtviertel/Ortsteile) überführt wurden. Die 21 bestehenden Mahalle der Kreisstadt blieben erhalten. Durch Herabstufung der Dörfer zu Mahalle stieg deren Zahl auf 63 an. Ihnen steht ein Muhtar als oberster Beamter vor.
Ende 2020 lebten durchschnittlich 159 Menschen in jeder dieser Mahalle, 1.879 Einw. im bevölkerungsreichsten (Mehmetakif Mah.).

## Geschichte
Es wird davon ausgegangen, dass der Ort seit 1200 v. Chr. besiedelt war. 850 v. Chr. herrschten hier die Assyrer, 612 v. Chr. die Meder und Perser. Später wird Arapgir Teil des byzantinischen Reiches. Die Byzantiner siedelten hier ihren armenischen Vasallen, König Seneqerim Johannes, dem letzten Herrscher des Reiches von Vaspurakan, an. Seneqerim Johannes gründete im Jahre 1021 die heutige Stadt Arapgir.
Bis 1070 blieb Arapgir unter armenischer Herrschaft. Die Byzantiner kannten die Stadt unter dem Namen Arabraces. Nach 1070 fiel Arapgir an die Seldschuken. 1178 herrschte hier das Sultanat der Rum-Seldschuken. Nachdem diese in der Schlacht vom Köse Dağ von den Mongolen besiegt wurden, ging Arapgir in den Besitz der Mongolen über. Danach herrschten die Qara Qoyunlu. 1515 siegten die Osmanen in der Schlacht bei Tschaldiran und wurden Herren über ganz Anatolien. In den Aufzeichnungen der Osmanen von 1518 ist Arapgir einer der zwölf Sandschaks von Diyarbakır. Zu Zeit von Süleyman I. war Arapgir Teil von Sivas, ab 1834 wieder Teil von Diyarbakır. Arapgir wurde ab 1847 ein Teil des Vilâyet Mamuretül-Aziz (heute Provinz Elazığ). Arapgir war bekannt für seine Trauben und Maulbeeren.
Die im Stadtlogo manifestierte Jahreszahl (1888) dürfte ein Hinweis auf das Jahr der Erhebung zur Stadtgemeinde (Belediye) sein.
1927 wurde Arapgir mit der Provinz (Vilâyet) Malatya ein Landkreis (oder Kazaa als Vorläufer) und hatte zur Volkszählung 1927 21.778 Einwohner auf 1595 km².
Vor 1915 gab es in Arapgir sieben armenische Kirchen, von denen nur eine bis heute als Ruine erhalten geblieben ist. 1957 wurde die armenische Kathedrale von Arapgir gesprengt.

## Textilindustrie
Im 19. Jahrhundert entwickelte sich in Arapgir eine Textilindustrie. 1836 1000 Webstühle, die Textilien aus Garn, das von den britischen Inseln kam, webten. 1907 gab es 1200 Webstühle. Der Stoff, der in Arapgir gewebt wurde, hatte den Namen Manusa. Im Zuge dessen wuchs Arapgir und wurde größer als die Provinzhauptstadt Harput. 1883 erhielt Arapgir einen eigenen Bürgermeister. Da die Textilproduktion bereits ein Jahr nach den Armenier-Massakern von 1895 unter Sultan Abdülhamid II. ihr altes Niveau erreichte, geht Donald Quataert davon aus, dass entweder sehr viele Weber Muslime waren oder nur wenige Armenier umkamen.

## Bevölkerung
In Arapgir lebten 1880 29.000 Menschen und davon 4.800 muslimische und 1.200 armenische Familien. Nach einer Studie von Nejat Göyünç von der METU in Ankara lebten 1911 in Arapgir 20.000 Menschen, von denen mehr als die Hälfte armenische Christen waren.
Gegen Ende des 19. und Anfang des 20. Jahrhunderts wurden die Armenier Opfer von Übergriffen. 1895 massakrierten die Hamidiyemilizen die Armenier in Arapgir. 4.000 Armenier wanderten in der Folge nach Amerika und Ägypten aus und pflegten engen Kontakt mit der Heimat. 1915 lebten 9.500 Armenier in der Stadt Arapgir neben 7.000 Türken. Am 26. April 1915 beginnen die Verhaftungen von armenischen Händlern. Ab dem 19. Juni 1915 werden Konvois von Armenier aus der Stadt deportiert und unterwegs umgebracht, der letzte Konvoi verlässt am 5. Juli 1915 die Stadt. Viele finden ihr Ende an den Ufern des Flusses Thoma Cay bei der 40-Bogen-Brücke ’Kirk Göz’. Die Operation wird durch den Kaimakam Hilmi Bey durchgeführt (in dieser Funktion vom 2. März bis 19. Dezember 1915). Nach Quellen des Innenministeriums wurden von den 9.500 armenischen Einwohnern 8.545 'deportiert’.
800 überlebende Armenier des Bezirkes Arapgir wanderten 1922 in die Nähe von Jerewan aus, wo sie ein Stadtviertel Arabkir gründeten.

## Kirchen, Moscheen und Gebäude

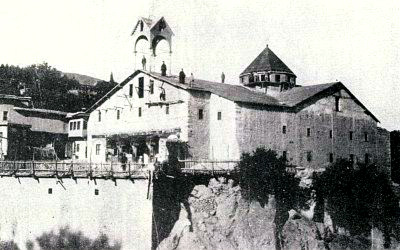
Die Kirche Surb Astvatsatsin fasste mehr als 3000 Menschen.

Die armenisch-apostolische Gemeinde hatte vier Kirchen in Arapgir: die Muttergotteskirche (Surb Astvatsatsin), die Kirche des heiligen Gregor (Grigor Lusavorich), die Georgskirche (Surb Gevork) und die Jakobskirche (Surp Hagop). Die größte Kirche fasste 3.000 Menschen. Darüber hinaus gab es zehn christliche Schulen in der Stadt. Die Kirche wurde 1915 niedergebrannt. Nach dem Ersten Weltkrieg wurde die Kirche restauriert und als Schule genutzt. In den 1950er Jahren wurde sie wieder beschädigt. Es gibt nur noch wenige alte Gebäude, die aus der Zeit vor dem Ersten Weltkrieg stammen.
In Arapgir gibt es noch die Ruinen einer Festung, einige seldschukische Moscheen, einen alten Friedhof und Silberminen.

## Söhne und Töchter der Stadt
- Khajag Barsamian (* 1951), armenischer Erzbischof
- İlyas Salman (* 1949), türkischer Schauspieler, Filmregisseur, und Autor
- Abdullah Cevdet (1869–1932), Intellektueller, Poet und Übersetzer
- Cemal Azmi (1868–1922), Gouverneur des Vilâyets Trabzon

## Städtepartnerschaft
Arapgir unterhält seit 2020 eine inländische Gemeindepartnerschaft mit Nilüfer in der Provinz Bursa.